# ترانس إير الكونغو
ترانس إير الكونغو هي شركة طيران في جمهورية الكونغو، تتخد من مطار بوانت نوار مركزاً لعملياتها.

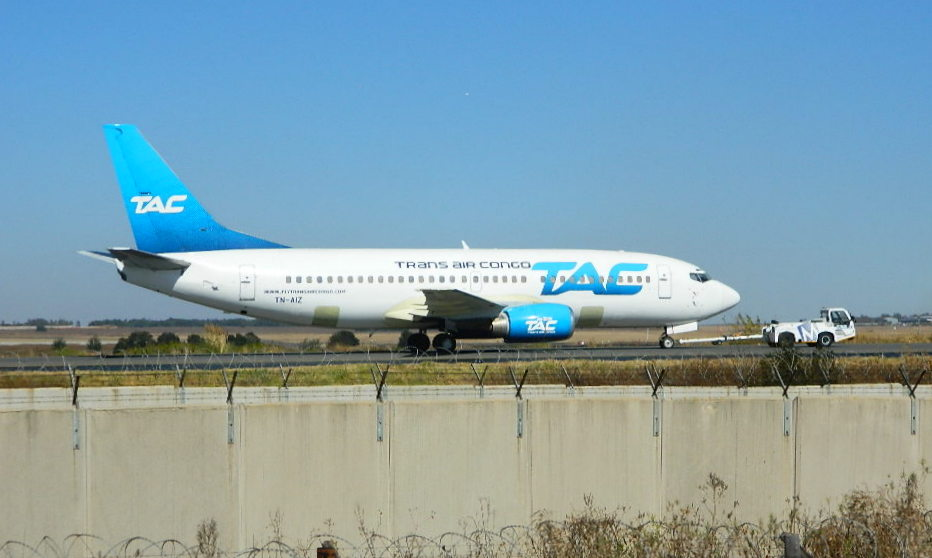
طائرة ترانس إير الكونغو
من طراز بوينغ 300-737

## الأسطول
اعتباراً من أكتوبر 2017، يتكون أسطول ترانس إير الكونغو من الطائرات التالية:
| الطائرات      | في الخدمة | طلبيات |
| ------------- | --------- | ------ |
| بوينغ 200-737 | 3         |        |
| بوينغ 300-737 | 3         |        |
| بوينغ 700-737 | 1         |        |
| المجموع       | 7         |        |